# Bistum Rumbek
Das römisch-katholische Bistum Rumbek (lat.: Dioecesis Rumbekensis) umfasst die Distrikte Rumbek, Yirol und Shobet im Bundesstaat Lakes und die Distrikte Warab und Tonj im Bundesstaat Warrap im Südsudan.

## Geschichte

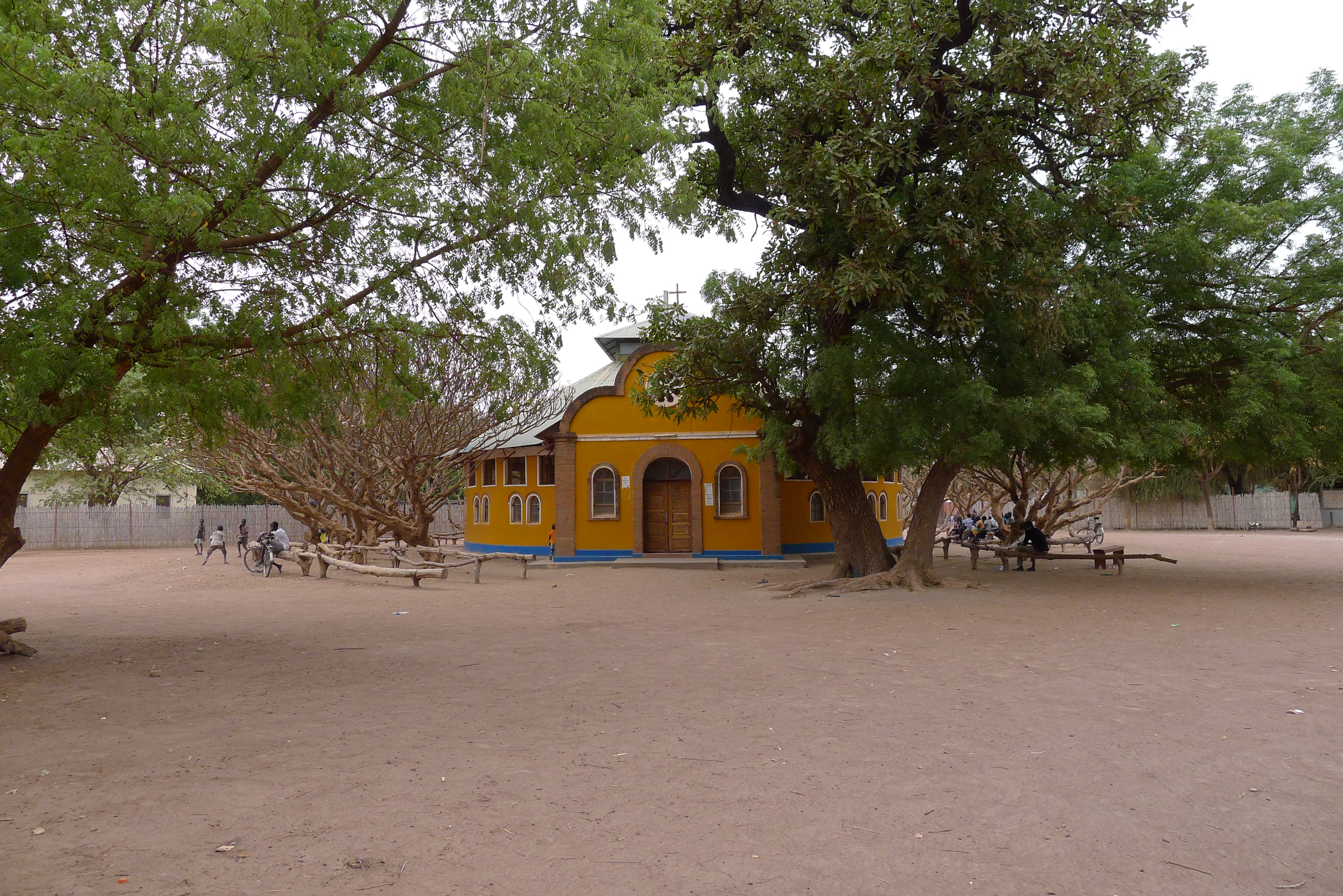
Die Kathedrale

Der katholische Priester Daniele Comboni (1831–1881) lebte als Missionar in Shambe, etwa 100 km östlich von Rumbek und begann mit der Missionsarbeit in Zentralafrika. 1877 wurde er Bischof der sudanesischen Stadt Khartum. Während des Mahdi-Aufstandes (1881–1899) wurden alle christlichen Missionare des Landes verwiesen. Nachdem die Briten 1899 die Kontrolle über den Sudan bekommen hatten, teilten sie den Sudan in konfessionelle Gebiete auf. Die Missionsarbeit begann erneut. Fast der gesamte heutige Südsudan wurde den Anglikanern zugeschlagen, wenngleich wieder eine katholische Mission in einigen Städten stattfand: In Thiet ab 1949, in Rumbek ab 1951 und in Tonj ab 1953, die im Apostolischen Vikariat Bahr al-Ghazal lagen.
Am 3. Juli 1955 wurden Teilgebiete der Apostolischen Präfektur Mupoi und der Apostolischen Vikariate Bahr al-Ghazal und Bahr al-Dschabal im neu errichteten Apostolischen Vikariat Rumbek zusammengefasst. Der einheimische Ireneo Wien Dud wurde zum Bischof geweiht und erster Apostolischer Vikar von Rumbek.
1964 wurden alle ausländischen Missionare durch die Militärregierung ausgewiesen. Viele Geistliche flohen in die Nachbarländer. 1965 wurde der Generalvikar Fr. Arkangelo Ali in Rumbek ermordet. Danach verließen auch die übrigen Geistlichen, den Apostolischen Administrator in Rumbek Lino Toboi eingeschlossen, das Land. 1974 wurden im gesamten Sudan Bistümer eingeführt, sodass am 12. Dezember 1974 das Apostolische Vikariat Rumbek zur Diözese erhoben wurde. Nur ein einziger katholischer Priester lebte von 1974 bis 1981 im Bistum Rumbek. Geleitet wurde das Bistum aus dem benachbarten Wau.
Ab 1991 konnte in einigen Teilen des Bistums der Wiederaufbau nach langem Bürgerkrieg beginnen. In dieser Zeit entstanden Missionen in den Städten Mapuordit, Marial Lou und Agangrial, die abseits der großen Straßen lagen und in die viele Flüchtlinge gekommen waren. 1997 konnte Bischof Cesare Mazzolari in die völlig zerstörte Stadt Rumbek zurückkehren. In der Folgezeit konnten zahlreiche Missionen wiedereröffnet werden. 2011 erlangte der Südsudan seine Unabhängigkeit, eine Woche danach starb Bischof Mazzolari.
Nach dem Tod von Bischof Mazzolari leitete zunächst der italienische Comboni-Missionar Fernando Colombo das Bistum als Diözesanadministrator. Ihm folgte am 27. Dezember 2013 der Diözesanpriester Priester John Mathiang Machol als „Diözesankoordinator“. Papst Franziskus ernannte am 8. März 2021 Christian Carlassare MCCJ zum Bischof von Rumbek, der noch vor der Bischofsweihe bei einem Attentat in der Nacht vom 25. auf den 26. April 2021 schwer verletzt wurde. Der ehemalige Diözesankoordinator John Mathiang Machol, dem nachgesagt wurde, dass er selbst gern Bischof von Rumbek geworden wäre, wurde wegen Anstiftung zum Attentat in erster und zweiter Instanz verurteilt, in letzter Instanz jedoch freigesprochen.
Die Geschichte des Bistums Rumbek wurde auch durch die oft gewalttätigen Auseinandersetzungen zwischen den beiden großen im Bistum lebenden Ethnien, den Dinka und den Nuer, geprägt. Eine vordringliche seelsorgliche Aufgabe im Bistum Rumbek ist daher die Versöhnung zwischen den Ethnien. Dafür engagieren sich unter anderem die im Bistum tätigen Maria-Ward-Schwestern.

## Bischöfe

### Apostolische Vikare von Rumbek (1955–1974)
- Ireneus Wien Dud (3. Juli 1955 – 10. Mai 1960)

### Bischöfe von Rumbek (ab 1974)
- Gabriel Dwatuka Wagi (24. Januar 1976 – 17. Juli 1982)
- Cesare Mazzolari MCCJ (ab 1991 Apostolischer Administrator, 1999–2011 Bischof)
- Christian Carlassare MCCJ (2021–2024, dann Bischof von Bentiu)
- Sedisvakanz (seit 2024)

## Pfarreien
Im Bistum Rumbek bestehen insgesamt elf Pfarreien. Neben den Pfarrkirchen wurden und werden zahlreiche Außenstationen und Prayer Centres errichtet.
- Rumbek, Pfarrei Holy Family (seit etwa 1955) mit Außenstationen in Adhol, Nyinkot, Aber, Pantit, Ababu und Langcok. 
  - Filialkirche in Pacong (seit 2012) mit Außenstationen in Malengagok, Pan Bar, Kou, Amer, Pacon Centre und Pan Awac.
- Rumbek, Pfarrei Sacred Heart (seit 1983) mit Außenstationen in Malou, Meen Atool und Malith.
- Rumbek, Pfarrei St. Theresa of the Child Jesus (seit 2005) mit Außenstationen in Maper und Alor sowie der Holy Cross Kapelle in der Rumbek Secondary School.
- Warrap, Pfarrei St. Daniel Comboni Parish (seit 1954) mit Außenstationen in Warrap, Awul Chapel, Apor Lang, Pagarelit, Rum Gir, Lurchuk, Pagol, Rumathony, Mabiordit, Kirik, Majok, Agany, Lorabeit, Aliek, Pantnei, Lual, Makok, Kuany, Warpach, Majangtitr, Pankot, Manlor, Farasika und Alabek.
- Marial Lou, Pfarrei St. Daniel Comboni (seit 1994) mit Außenstationen in Ngapagok, Palal, Achuat, Akuop, Langkap, Kiriit, Majak und Athiangpuol sowie Prayer Centres in Panther, Alerwai, Magooll und Parieng. 
  - Filialkirche in Romic (seit 2011) mit 16 Prayer Centres in Aliang, Panhial, Paweng, Pagur, Pautakou, Makuach, Unlit, Ngapaguk, Kachuat, Mapara, Unchuei, Palal, Tuerangot, Carayika, Mayen Adoor und Abiok.
- Tonj, Pfarrei Don Bosco (seit 1953) mit 27 Außenstationen.
- Agangrial, Pfarrei Mary Mother of God (seit 1995) mit Filialkirchen in Cuiebet und Barghel
- Wulu, Pfarrei Saints Peter and Paul (seit 2003)
- Mapuordit, Pfarrei St. Josephine Bakhita (seit 1993), mit Außenstationen in Agany, Makuragar, Aluakluak, Atiaba, Mathiangic sowie Prayer Centres in Aguran, Ngop, Kakor, Piny Path, Pandit, Marial Bek, Mayom, Dongic, Adol, Aduel, Paloc, Titagok und BarPakeny.
- Yirol, Pfarrei Holy Cross (seit 1993) mit 54 Außenstationen
- Bunagok (Aliap), Pfarrei St. Anselm (seit 2004) mit 12 Prayer Centres

Es bestehen des Weiteren Pfarreien in Kenia, die unter Verwaltung des Bistums Rumbek stehen:
- Kakuma (gegründet um 1992)
- Kitale (geöffnet um 1997)
- Nairobi (geöffnet um 1994)

## Einrichtungen
- Loreto Girls Secondary School, Rumbek (Trägerschaft: Loretoschwestern)
- Comboni Senior Secondary School, Mapuordit (Trägerschaft: OLSH-Schwestern)
- Secondary School of the Salesian Fathers, Tonj (Trägerschaft: Salesianer Don Boscos)
- Ireneo Wien Dud Berufsförderungswerk, Barghel
- Kleines Seminar St. Bakhita, Mapuordit
- St. Peter Claver’s Ecological Training Centre, Rumbek, (Trägerschaft: Pfarrei St. Theresa, Rumbek)
- Landwirtschaftsschule Rumbek, noch im Aufbau (Trägerschaft: Jesuiten)
- Pastoralliturgisches katechetisches Zentrum PALICA, Rumbek